# La robe noire
La robe noire (Nederlands: De zwarte jurk) is een schilderij van de Italiaanse kunstschilder Amedeo Modigliani, olieverf op doek, 92,5 x 60,3 centimeter groot, gemaakt in 1918. Het is een portret van de kunstschilderes Fernande Barrey, de vrouw van de Japanse kunstschilder Tsuguharu Foujita, die tot zijn vriendenkring in Parijs behoorde. Het schilderij bevindt zich thans in particuliere collectie.

## Fernande Barrey
Fernande Barrey (1893-1960) was afkomstig uit Saint-Valery-sur-Somme, Picardië, en verhuisde in 1908 naar Parijs. Ze studeerde aan de École nationale supérieure des beaux-arts en verkeerde regelmatig in kunstenaarskringen te Montparnasse. In maart 1917 ontmoette ze in het Café de la Rotonde de bekende Japanse kunstschilder Tsuguharu Foujita, die als een blok voor haar viel. In eerste instantie moest ze niet veel van hem weten, maar toen Foujita een dag later met een zelfgemaakte corsage op haar stoep stond, ging ze overstag. Nog geen drie weken later waren ze gehuwd.
Barrey was zelf een getalenteerd kunstschilderes, maar zou uiteindelijk bekender worden als model. Ze poseerde niet alleen voor Modigliani, maar ook voor Chaïm Soutine en uiteraard Foujita, die beiden tot Modigliani's vriendenkring behoorden. In 1918 verbleven ze, op de vlucht voor de oorlog, allemaal een periode in Cagnes-sur-Mer, waar ook La robe noire is ontstaan. Barrey raakte er bevriend met Modigliani's jonge vrouw Jeanne Hébuterne. Nadat Modigliani's in 1920 overleed aan tuberculose, was ze de eerste om haar te troosten, maar kon niet verhinderen dat de zwangere Hébuterne een dag later zelfmoord pleegde door uit het venster van haar appartement te springen.

## Afbeelding
In zijn vroege carrière werkte Modigliani vooral als beeldhouwer en ook zijn latere schilderwerken zouden altijd gekenmerkt worden door een sterk gestileerde sculpturale kwaliteit. Invloeden zijn herkenbaar van Paul Cézanne, het kubisme van Pablo Picasso en de inheemse Afrikaanse beeldhouwwerken. Hij had grote bewondering voor de eenvoud van het primitivisme. Reductie en abstractie zijn zijn belangrijkste stijlmiddelen.

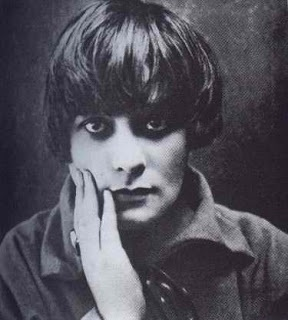
Fernande Barrey rond 1918

La robe noire toont een aantal specifieke kenmerken van Modigliani's schilderijen: een verticaal-geometrische compositie met het ovale gezicht, de langgerekte zwanenhals, de verlengde ledematen, de amandelvormige pupilloze ogen en de beeldhouwkundige compactheid. Voor de achtergrond gebruikte hij een gevarieerd en zacht kleurencoloriet, dat sterk contrasteert met het diep zwarte van de jurk en het haar. Nergens is sprake van overbodige decoratie. Overal is eenvoud.
Modigliani schreef ooit over zijn werk: "Wat ik zoek is niet het werkelijke, ook niet het onwerkelijke, maar het onbewuste, het mysterie van het overgeërfde instinct". Hij refereerde daarmee aan wat de door hem bewonderde Henri Bergson bedoelde met "élan vitale": de drang van de mens om zijn subjectieve ervaringen weer te geven. In die zin kan gesteld worden dat de reeks portretten die Modigliani rond 1918 maakte, met name ook in Cagnes-sur-Mer, vooral een weerspiegeling zijn van zijn eigen subjectieve beleving van de persoonlijkheid van zijn modellen. Hij schilderde in deze periode dan ook overwegend bekenden en mensen die hem dierbaar waren. Zichtbaar is de melancholische intimiteit die hij voelde voor de geportretteerden, in dit geval Fernande Barrey. Hij tekende haar ingetogen, met grote elegantie, waarbij haar artisticiteit zich weerspiegelde in het ook toen al moderne kapsel.